# Siatkówka plażowa na Igrzyskach Azjatyckich 2018
Siatkówka plażowa na Igrzyskach Azjatyckich 2018 – jedna z dyscyplin rozgrywana podczas igrzysk azjatyckich w Dżakarcie i Palembangu. Zawody odbyły się w dniach 19 – 27 sierpnia w Jakabaring Sport City w Palembangu. Do rywalizacji w dwóch konkurencjach przystąpiło 120 zawodników z 21 państw.

## Uczestnicy
W zawodach wzięło udział 120 zawodników z 21 państw.
| Reprezentacja    | Liczba zawodników |
| ---------------- | ----------------- |
| Afganistan       | 4                 |
| Bangladesz       | 2                 |
| Chiny            | 8                 |
| Chińskie Tajpej  | 8                 |
| Hongkong         | 8                 |
| Indie            | 7                 |
| Indonezja        | 8                 |
| Iran             | 4                 |
| Japonia          | 8                 |
| Katar            | 4                 |
| Kazachstan       | 10                |
| Korea Południowa | 4                 |
| Malediwy         | 4                 |
| Malezja          | 2                 |
| Mongolia         | 2                 |
| Oman             | 4                 |
| Palestyna        | 6                 |
| Sri Lanka        | 4                 |
| Tajlandia        | 8                 |
| Timor Wschodni   | 4                 |
| Wietnam          | 9                 |
| 21 reprezentacji | 120               |

## Medaliści
| Konkurencja     | Złoto                                    | Srebro                                | Brąz                                         |       |
| --------------- | ---------------------------------------- | ------------------------------------- | -------------------------------------------- | ----- |
| Zawody mężczyzn | Ahmed Tijan Janko Cherif Younousse Samba | Mohammad Ashfiya Ade Candra Rachmawan | Danangsyah Yudistira Pribadi Gilang Ramadhan | [ 3 ] |
| Zawody kobiet   | Wang Fan Xia Xinyia                      | Miki Ishii Megumi Murakami            | Dhita Juliana Putu Dini Jasita Utami         | [ 4 ] |

## Tabela medalowa
| Pozycja | Reprezentacja | Złoto | Srebro | Brąz | Razem |
| ------- | ------------- | ----- | ------ | ---- | ----- |
| 1.      | Chiny         | 1     | 0      | 0    | 1     |
| 1.      | Katar         | 1     | 0      | 0    | 1     |
| 3.      | Indonezja     | 0     | 1      | 2    | 3     |
| 4.      | Japonia       | 0     | 1      | 0    | 1     |
| Razem   | Razem         | 2     | 2      | 2    | 6     |